# Camerata Bacasis
La Camerata Bacasis és una orquestra amateur, nascuda l'any 2011, inicialment formada per músics vinculats en algun moment amb el Conservatori de Música de Manresa i dirigits per la batuta de Jordi Coll. Concretament, la seva presentació oficial va tenir lloc el dia 29 d'abril de 2011, al mateix auditori del conservatori, on van interpretar un concert dedicat a Astor Piazzolla, que aquell any se'n complia el 90è aniversari del seu naixement.
L'any 2011, tres músics bagencs, David Santamaria, Berta Torres i Laia Verdú, van començar a reunir músics que volguessin formar part del nou projecte, marcant com a principal objectiu de la Camerata el fer de "poder tocar per no perdre el nivell i mantenir el contacte amb la música".

## Actuacions destacades
- 9 gener 2016: Espectacle de Llums, Càmera... Música!, dins dels actes del Cine Club de Manresa per la celebració dels seus 60 anys (Teatre Kursaal de Manresa) s'inscriu dins els actes que ha preparat el Cine Club per aquest any 2016 en la celebració dels seus 60 anys.[4]
- 25 desembre 2016: «El Messies» de Händel per la Coral Escriny i la Camerata Bacasis (Santpedor).[5]